# Quadratura (geometria)

Quadratura del cercle: el cercle i el quadrat tenen la mateixa àrea

En matemàtiques, la quadratura d'una superfície consisteix a buscar-ne l'àrea. Històricament, consistia a buscar un quadrat que tingui la mateixa superfície que la figura original. Els problemes de quadratura eren l'origen de problemes per al desenvolupament del càlcul, i introdueixen conceptes importants de l'anàlisi matemàtica. En l'inici de la història de les matemàtiques, el problema de quadratura més difícil era la quadratura del cercle, que aviat es va veure impossible fent servir construccions amb regle i compàs. Fins al final del segle xvii, el càlcul integral no estava desenvolupat, i els càlculs de les àrees de figures geometriques implicaven la utilització de mètodes d'aproximació, com el mètode d'exhaustió d'Arquímedes o el mètode dels indivisibles de Cavalieri.
La recerca de quadratures va fer un salt endavant (1669-1704) gràcies a Leibniz i Newton qui, amb el desenvolupament del càlcul infinitesimal, van trobar la relació entre quadratura i derivada.
Posteriorment, es va vincular la recerca de les quadratures a la de les primitives: l'àrea de la superfície delimitada per les rectes x = a i x = b, l'eix Ox i la corba d'equació y = f(x), on f és una funció positiva, ve donada per {\displaystyle \int _{a}^{b}f(x)\mathrm {d} x}.

## Història

Mètode per trobar la mitjana geomètrica

Els matemàtics de l'antiga Grècia, d'acord amb la doctrina pitagòrica, entenien el problema de determinar l'àrea d'una figura com el procés de construir geomètricament un quadrat que tingués la mateixa àrea, i d'aquí ve el nom de quadratura. Els geòmetres grecs no sempre ho aconseguien, però van realitzar quadratures d'algunes figures que no eren simplement segments de recta, com la lúnula d'Hipòcrates o la quadratura de la paràbola. Segons la tradició grega, aquestes construccions havien de ser possibles fent servir només regle i compàs.
Per a la quadratura d'un rectangle amb costats de longituds a i b és necessari construir un quadrat amb un costat de longitud {\displaystyle x={\sqrt {ab}}} (la mitjana geomètrica d'a i b). Per aconseguir-ho, es pot seguir el següent procediment: si es dibuixa una circumferència amb un diàmetre igual a la concatenació dels segments de recta de longituds a i b, llavors l'altura (BH en el diagrama) del segment perpendicular al diàmetre, i amb origen al punt de connexió dels segments a i b, i que talla la circumferència, és la mitjana geomètrica d'a i b. Una construcció similar resol el problema de quadratura d'un paral·lelogram i d'un triangle.

L'àrea d'un segment de paràbola equival a 4/3 de l'àrea d'un cert triangle inscrit.

Els problemes de quadratura de figures curvilínies són força més difícils. La quadratura del cercle amb regle i compàs es va demostrar impossible al segle xix. Tot i això, per a algunes figures (com una lúnula d'Hipòcrates) sí que es pot realitzar una quadratura. Les quadratures de la superfície d'una esfera i d'un segment de paràbola descobertes per Arquímedes foren la major troballa de l'anàlisi a l'antiguitat.
- L'àrea de la superfície d'una esfera és igual a 4 vegades l'àrea del cercle format per un cercle màxim d'aquesta esfera.
- L'àrea d'un segment de paràbola determinar per una recta que la talla és 4/3 l'àrea d'un triangle inscrit en aquest segment.

Per a la demostració d'aquests resultats, Arquímedes va emprar el mètode d'exhaustió d'Èudox.
En l'Europa medieval, trobar una quadratura significava calcular una àrea mitjançant qualsevol mètode. El mètode més utilitzat fou el principi de Cavalieri; era menys rigorós que les construccions geomètriques dels grecs, però era més simple i potent. Amb l'ajuda d'aquest mètode, Galileo Galilei i Gilles de Roberval van trobar l'àrea d'un arc de cicloide, Grégoire de Saint-Vincent va investigar l'àrea sota una hipèrbola (Opus Geometricum, 1647), i Alfonso Antonio de Sarasa, un alumne i comentador de De Saint-Vincent, va notar la relació d'aquesta àrea amb els logaritmes.
John Wallis va dotar aquest mètode d'una base algebraica; va escriure en la seva obra Arithmetica Infinitorum (1656) algunes sèries que són equivalents al que actualment coneixem com integral definida, i va calcular-ne els valors. Isaac Barrow i James Gregory van fer més progressos: quadratures per a algunes corbes algebraiques i espirals. Christiaan Huygens va trobar quadratures per a alguns sòlids de revolució.
La quadratura de la hipèrbola de De Saint-Vincent i de Sarasa va proporcionar una nova funció, el logaritme natural, d'una importància enorme. Amb la invenció del càlcul integral va arribar un mètode universal per al càlcul d'àrees. En resposta a això, el terme quadratura ha esdevingut tradicional.

## Quadratures notables

### Quadratura del cercle
Aquest és un problema proposat per l'escola de Pitàgores fa més de 2.000 anys: mitjançant regle i compàs, es pot construir un quadrat que tingui la mateixa àrea que un cercle donat? La resposta a aquesta qüestió es va trobar 19 segles després, gràcies a Pierre Wantzel, Joseph Liouville i Ferdinand von Lindemann: la resposta és no. El càlcul de l'àrea d'un disc de radi r és πr². Però el quadrat que caldria construir tindria un costat de longitud r√π, construcció que és impossible amb regle i compàs, ja que π no és un nombre algebraic.

### Quadratura de la paràbola

Quadratura d'un segment de paràbola per descomposició en intervals regulars

La paràbola no és una superfície. La quadratura de la paràbola consisteix a determinar l'àrea de la superfície compresa entre una corda i un segment de paràbola.
Aquest problema fou resolt per Arquímedes. Fou el primer exemple de càlcul d'àrees pel mètode d'exhaustió, on l'error comès disminueix més d'un 50% en cada etapa. El resultat és conegut actualment gràcies al càlcul de la seva primitiva:
- L'àrea sota la corba d'equació {\displaystyle y=x^{2}} entre els punts a i b és {\displaystyle b^{3}-a^{3} \over 3}.
- L'àrea sota la corda corresponent és {\displaystyle (b-a)(b^{2}+a^{2}) \over 2}.
- L'àrea delimitada per aquesta paràbola i la corda és {\displaystyle {\frac {(b-a)(a^{2}+b^{2}-2ab)}{6}}}.
- Si a i b són oposats, llavors l'àrea delimitada per la paràbola i la corda és {\displaystyle {\frac {2}{3}}b\times b^{2}}.
- Aquesta fórmula es pot generalitzar a qualsevol paràbola d'equació {\displaystyle y=kx^{2}}: l'àrea és {\displaystyle {\frac {2}{3}}b\times f(b)}.

### Quadratura de funcions de la formakxm
Es tracta de calcular l'àrea de la regió compresa entre l'eix de les x, la corba i la recta d'equació x = a (per m > 0, o bé l'àrea de la regió compresa entre l'eix de les x, la corba, i situada a la dreta de la recta x = a (per m ≤ -2).
Fermat va resoldre la seva quadratura per a tot enter m diferent de -1, així com per a tot m racional positiu. Va demostrar que aquesta àrea és igual a {\displaystyle {\frac {a^{m+1}}{m+1}}}.

### Quadratura de la cicloide
La cicloide és una corba estudiada particularment per Galileu (1599). Diversos matemàtics han intentat calcular l'àrea que hi ha sota un arc de cicloide. De fet, Galileu va provar de calcular-ne l'àrea retallant-ne un model i pesant-lo. La quadratura de la cicloide va ser resolta quasi simultàniament per Roberval (1634) i Torricelli, que van demostrar que l'àrea sota un arc de cicloide és igual a 3 vegades àrea de la circumferència que la genera.

### Quadratura de la hipèrbolay= 1/x
Es tracta de calcular l'àrea compresa entre la corba, l'eix de les abscisses i les rectes d'equacions x = a i x = 1. La quadratura de la hipèrbola fou descoberta per Grégoire de Saint-Vincent l'any 1647, el qual va posar en relleu la propietat L(ab) = L(a) + L(b), on L(a) és l'àrea compresa entre 1 i a, i on l'àrea pren valors dins de la família de les funcions logaritme. Aquest resultat és una conseqüència de la definició de la funció logaritme neperià.